# Џорџ Сејлинг
Сент Чарлс
Џорџ Сејлинг (енгл. George Saling; Мемфис, 17. април 1903 — Сент Чарлс, 16. фебруар 1975) је бивши амерички атлетичар, спцеијалиста за трку на 110 м препоне.
Атлетску каријеру је започео као студент на Универзитету у Ајови где је на првенству NCAA (Национална студентска атлетска асоцијација) 1932., освојио титулу у трци на 110 метара препоне, резултатом у 14,4 с, што је било једнако светском рекорду који је држао његов земљак Перси Бирд. Овај резултат никад није ратификован као светски рекорд.
На квалификацијама за одлазак на Олимпијске игре 1932. изгубио је у финалној трци 110 метара са препонама, али је победио на 200 метара са препонама, што му је омогућило да као члан америчког тима учествује на Олимпијским играма у Лос Анђелесу.
У Лос Анђелесу, Џорџ Сејлинг је у дисциплини 110 м са препонама освојио златни медаљу са 14,6 сек. Током трке водио је велику борбу са светским рекордером Персијем Бирдом и победио га је у самом финишу, за десети део секунде. У полуфиналној трци Сејлинг је изједначио светски рекорд (14,4).
Шест месеци после Олимпијских игара Џорџ Сејлинг је погинуо у саобраћајној несрећи у Мисурију у 23. години.